# Ленточница дизъюнктивная
Ленточница дизъюнктивная (Catocala disjuncta (лат.)) — вид бабочек из семейства Erebidae. Вид занесён в Красную книгу Украины.

## Описание
Размах крыльев — 39—46 мм. Основной фон передних крыльев серовато-коричневого цвета с поперечными чёрными полосками. Задние крылья жёлтого цвета с чёрным внешним краем и внутренней медиальной полосой, у вершины крыла имеется небольшое жёлтое пятно.

## Ареал
Юго-Восточная Европа (Балканский полуостров, остров Корфу в Средиземном море, Закавказье, Малая Азия, южный берег Крыма.

## Биология
За год развивается в одном поколении. Время лёта с конца июня до середины августа. Гусеницы питаются листьями дуба.